# Saint-Sulpice-la-Forêt
Saint-Sulpice-la-Forêt är en kommun i departementet Ille-et-Vilaine i regionen Bretagne i nordvästra Frankrike. Kommunen ligger i kantonen Liffré som tillhör arrondissementet Rennes. År 2022 hade Saint-Sulpice-la-Forêt 1 557 invånare.

## Befolkningsutveckling
Antalet invånare i kommunen Saint-Sulpice-la-Forêt
Referens:INSEE